# Дарищи

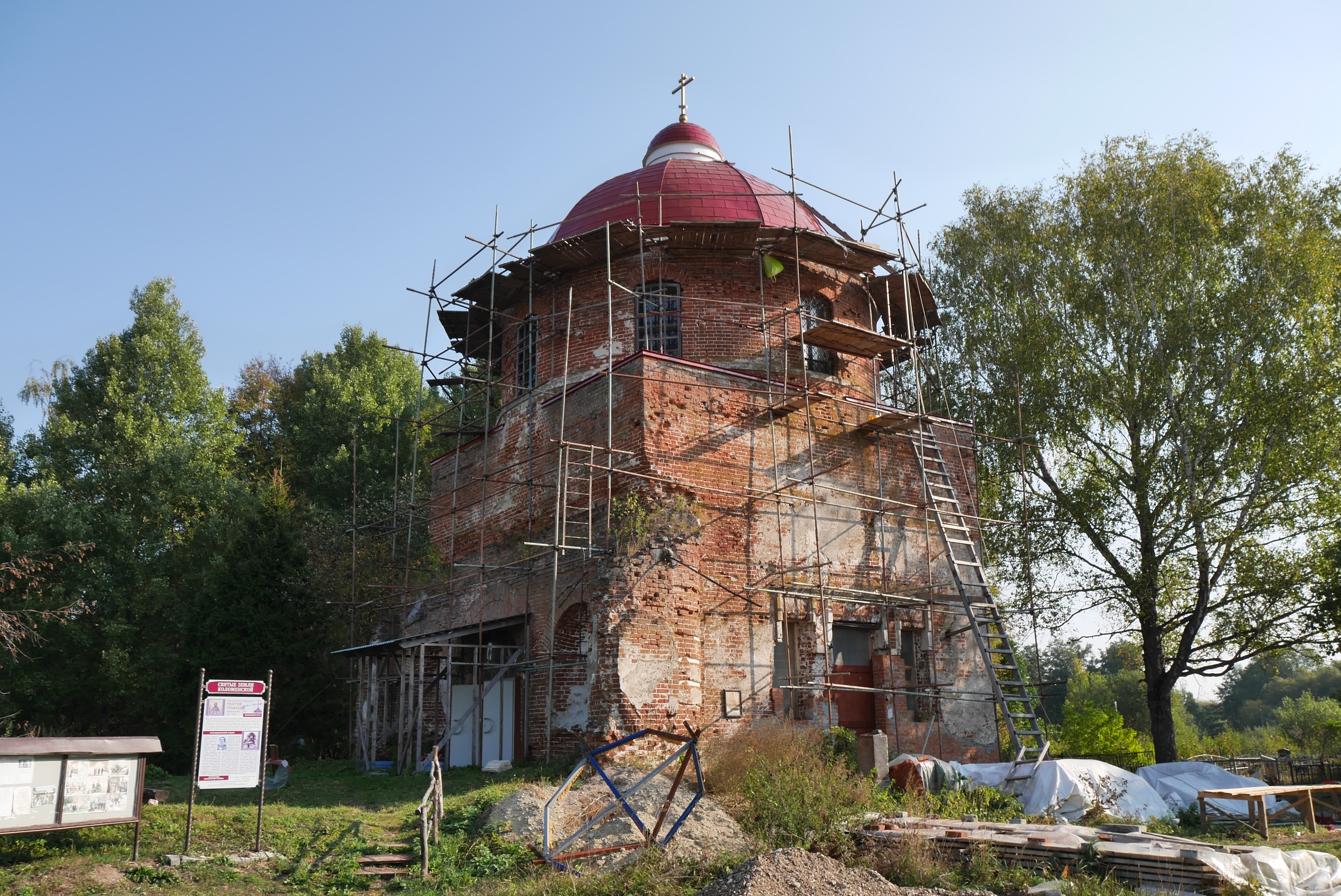
Реставрация церкви Николая Чудотворца в селе Дарищи (2018 г.)

Дарищи — село в городском округе Коломна Московской области. До 2017 года относилось к Хорошовскому сельскому поселению Коломенского района.
Население — 39 чел. (2021).
В селе имеется фельдшерско-акушерский пункт.

## История
В Московской губернии относилось к Колыберевской волости первого стана Коломенского уезда.

## Население
| 2002 | 2006 | 2010 | 2021 |
| ---- | ---- | ---- | ---- |
| 17   | ↗22  | ↘13  | ↗39  |

## Русская православная церковь
Церковь Николая Чудотворца — однокупольный храм. Закрыт в 1938 году. Возвращён церкви в 1999 году